# Aegiribacteria
Aegiribacteria es un género candidato de bacterias recientemente propuesto. Se ha identificado a partir de secuencias genómicas recogidas en el medio ambiente, en este caso recogidas en un lago meromictico con niveles inusualmente altos de sulfato y sulfuro en la columna de agua. A partir de estos análisis se ha determinado que probablemente presenta un metabolismo fermentativo y que forma parte del filo Fermentibacterota. El término Aegiribacteria se deriva de Aegir, el dios nórdico del mar, un renombrado fabricante de cerveza, reflejando el presunto metabolismo fermentativo de estas bacterias.